# DFB-Jugend-Kicker-Pokal 1994/95
Der DFB-Jugend-Kicker-Pokal 1995 war die 9. Auflage dieses Wettbewerbes. Der FC Augsburg verteidigte durch einen 4:2-Sieg im Finale gegen den FC Berlin seinen Titel aus dem Vorjahr erfolgreich.

## Teilnehmende Mannschaften
Am Wettbewerb nahmen die Juniorenpokalsieger bzw. dessen Vertreter aus den 21 Landesverbänden des DFB teil:
| Regionalverband Nord                                                                                            | Regionalverband West                                                                      | Regionalverband Südwest                                                    | Regionalverband Süd | Regionalverband Nordost |
| --- | ----------------------------------------------------------------------------------------- | -------------------------------------------------------------------------- | --- | --- |
| - Schleswig-Holstein: Büdelsdorfer TSV - Hamburg: Hamburger SV - Bremen: SC Vahr - Niedersachsen: VfL Wolfsburg | - Westfalen: FC Schalke 04 - Mittelrhein: Alemannia Aachen - Niederrhein: Rot-Weiss Essen | - Rheinland: TuS Koblenz - Südwest: 1. FSV Mainz 05 - Saarland: VfB Theley | - Hessen: VfB Marburg - Baden: SpVgg Durlach-Aue - Südbaden: FC Konstanz - Württemberg: Stuttgarter Kickers - Bayern: FC Augsburg | - Mecklenburg-Vorpommern: Schweriner SC - Brandenburg: SV Motor Eberswalde - Berlin: FC Berlin - Sachsen-Anhalt: Hallescher FC - Thüringen: FC Rot-Weiß Erfurt - Sachsen: Chemnitzer FC |

## Vorrunde
| Gruppe Nord-West:   |                     |           |                        |
| So 11.06.           | SV Motor Eberswalde | 1:2       | VfL Wolfsburg          |
| So 11.06.           | Alemannia Aachen    | 0:1       | Hamburger SV           |
| Gruppe Süd-Südwest: |                     |           |                        |
| So 11.06.           | Hallescher FC       | 0:4       | Chemnitzer FC          |
| So 11.06.           | FC Konstanz         | 4:5 n. V. | SpVgg Durlach-Aue      |
| So 11.06.           | VfB Marburg         | 2:6       | SV Stuttgarter Kickers |

## Achtelfinale
| Gruppe Nord-West:   |                        |                       |                   |
| Sa 17.06., 17:00    | Schweriner SC          | 2:5                   | Hamburger SV      |
| So 18.06., 11:00    | Rot-Weiss Essen        | 3:4                   | SC Vahr           |
| So 18.06., 11:30    | FC Berlin              | 3:2 n. V.             | VfL Wolfsburg     |
| So 18.06., 10:30    | Büdelsdorfer TSV       | 1:1 n. V. (9:8 i. E.) | FC Schalke 04     |
| Gruppe Süd-Südwest: |                        |                       |                   |
| So 18.06., 11:00    | TuS Koblenz            | 2:1                   | SpVgg Durlach-Aue |
| So 18.06., 10:30    | FC Rot-Weiß Erfurt     | 1:3                   | Chemnitzer FC     |
| So 18.06., 11:00    | SV Stuttgarter Kickers | 1:0                   | 1. FSV Mainz 05   |
| So 18.06., 11:00    | VfB Theley             | 0:3                   | FC Augsburg       |

## Viertelfinale
| Gruppe Nord-West:   |                        |     |                  |
| So 25.06., 11:00    | SC Vahr                | 3:4 | Hamburger SV     |
| So 25.06., 11:30    | FC Berlin              | 5:1 | Büdelsdorfer TSV |
| Gruppe Süd-Südwest: |                        |     |                  |
| So 25.06., 11:00    | TuS Koblenz            | 0:2 | Chemnitzer FC    |
| So 25.06., 10:30    | SV Stuttgarter Kickers | 1:4 | FC Augsburg      |

## Halbfinale
| Gruppe Nord-West:   |             |     |               |
| So 02.07., 11:30    | FC Berlin   | 3:2 | Hamburger SV  |
| Gruppe Süd-Südwest: |             |     |               |
| So 02.07., 10:30    | FC Augsburg | 1:0 | Chemnitzer FC |

## Finale
| Paarung        | FC Berlin – FC Augsburg |
| Ergebnis       | 2:4 (0:2) |
| Datum          | Sonntag, 9. Juli 1995 um 11:30 Uhr |
| Stadion        | Stadion Britz-Süd, Berlin |
| Zuschauer      | 483 |
| Schiedsrichter | Lutz Pohlmann (Felde) |
| Tore           | 0:1 Cenker Oguz (39.) 0:2 Cenker Oguz (43.) 1:2 Sven Ohly (69.) 1:3 Volker Osswald (71.) 2:3 Marco Höppner (75., Foulelfmeter) 2:4 Herbert Eberl (90.) |
| FC Berlin      | Matthias Oette – Daniel Jonelat – Steffen Schwertfeger (46. Sven Falk), Alexander Scherf – Thomas Krawnewitsch (87. Ronny Köhn), Daniel Petrowsky , Gunnar Creydt, Marco Höppner, Bastian Laschkowski – Michael Bohn (59. Timo Lesch), Sven Ohly Cheftrainer: Ulrich Netz |
| FC Augsburg    | Darius Kampa – Borislav Vujanovic – Siegfried Kaiser, Christoph Merkle – Marcel Harb (79. Herbert Eberl), Robert Graf, Marcello di Santo (87. Boris Menicanin), Christian Krzyzanowski, Volker Osswald – Thomas Luichtl, Cenker Oguz Cheftrainer: Heiner Schuhmann        |
| Gelbe Karten   | Petrowsky – Oguz, Kaiser, Luichtl |